# Pardosa rhenockensis
Pardosa rhenockensis este o specie de păianjeni din genul Pardosa, familia Lycosidae. A fost descrisă pentru prima dată de Tikader, 1970. Conform Catalogue of Life specia Pardosa rhenockensis nu are subspecii cunoscute.